# Sabrina hátborzongató kalandjai
A Sabrina hátborzongató kalandjai egy amerikai természetfeletti, horror drámasorozat, melynek alkotója Roberto Aguirre-Sacasa (Riverdale), gyártója a Warner Bros. és amely az azonos című képregénysorozaton alapszik.
A történet középpontjában az Archie Comicsból ismert Sabrina Spellman áll, akit Kiernan Shipka alakít. A mű eredetileg a The CW csatornán lett volna látható 2017. szeptemberétől, később mégis a Netflix kezébe került, berendelve két évadot.
Az első tíz epizód 2018. október 26-án jelent meg. A sorozat átlagosan pozitív értékeléseket kapott, a kritikusok odavoltak Shipka alakításáért, ahogy valamennyi többi vezető szerepet játszó színészéért is. A karácsonyi különkiadás 2018. december 14-én jelent meg, és az első évadnak a második része 2019. április 5-én. 2018 decemberében a Netflix berendelte a második évadot, ami 16 epizódból fog állni. Az évad kettő rész felé lesz vágva, amelyek közül az első rész 2020. január 24-én jelent, míg a második 2020. december 31-én. 2020 júliusában a Netflix befejezte a sorozatot, így a második évad után nem lesz több évad. Magyarországon a sorozat első része 2019. február 11-én jelent meg felirattal. A második rész magyar felirattal érkezett. Az első két rész 2020. január 23-án magyar szinkront kapott. A harmadik és negyedik rész pedig magyar felirattal és szinkronnal jelent meg.

## Szinopszis
Sabrina Spellman tizenhatodik születésnapjának elérkeztével kénytelen szembenéznie azokkal a feladatokkal, melyekre létének kettőssége kötelezi őt - mivel félig halandó, félig boszorkány -, mindezt úgy, hogy harcol a sötét erőkkel szemben, melyek veszélyt jelentenek mind rá, a családjára, valamint a varázstalan világ polgáraira.

## Szereplők

### Főszereplők
| Színész         | Karakter               | Leírás                                                                  | Magyar hang       |
| --------------- | ---------------------- | ----------------------------------------------------------------------- | ----------------- |
| Kiernan Shipka  | Sabrina Spellman       | Kettős életet élő félvér boszorkány, a Baxter High egy diákja.          | Csuha Bori        |
| Ross Lynch      | Harvey Kinkle          | Sabrina álmodozó szerelme, boszorkányvadász-család sarja.               | Czető Roland      |
| Lucy Davis      | Hilda Spellman         | Sabrina melegszívűbb, kedélyesebb nagynénje.                            | Kiss Erika        |
| Chance Perdomo  | Ambrose Spellman       | Sabrina házi őrizetben lévő, pánszexuális unokatestvére.                | Baráth István     |
| Michelle Gomez  | Mary Wardwell          | Sabrina kedvenc tanára, akit megszállt egy cselszövő démonnő.           | Farkasinszky Edit |
| Jaz Sinclair    | Rosalind "Roz" Walker  | Sabrina legjobb barátnője, aki rövid időn belül elveszíti látását.      | Pekár Adrienn     |
| Tati Gabrielle  | Prudence Night         | Sabrina egy riválisa a boszorkányiskolából, aki család nélkül nőtt fel. | Kiss Virág        |
| Adeline Rudolph | Agatha                 | Prudence szövetségbeli nővére.                                          | Ozvald Enikő      |
| Richard Coyle   | Faustus Blackwood atya | Az Éj Egyházának főpapja, a boszorkányiskola dékánja.                   | Kőszegi Ákos      |
| Miranda Otto    | Zelda Spellman         | Sabrina szigorúbb, ridegebb nagynénje, Hilda nővére.                    | Hámori Eszter     |

### Visszatérő szereplők
| Színész              | Karakter                  | Magyar hang    |
| -------------------- | ------------------------- | -------------- |
| Abigail Cowen        | Dorcas                    | Gulás Fanni    |
| Gavin Leatherwood    | Nicholas Scratch          | Hám Bertalan   |
| Darren Mann          | Luke Chalfant             |                |
| Lachlan Watson       | Susie Putnam              | Csifó Dorina   |
| Adrian Hough         | Joe Putnam                |                |
| Ty Wood              | Billy Marlin              |                |
| Bronson Pinchot      | George Hawthorne          |                |
| Alessandro Juliani   | Dr. Cerberus              | Gyurity István |
| Christopher Rosamond | Mr. Kinkle                |                |
| Annette Reilly       | Diana Spellman            |                |
| Peter Bundic         | Carl Tapper               |                |
| Justin Dobies        | Tommy Kinkle              |                |
| Alvina August        | Constance Blackwood anyja |                |
| Georgie Daburas      | Edward Spellman           |                |
| Jedidiah Goodacre    | Dorian Gray               |                |
| Tyler Cotton         | Melvin                    |                |
| Alexis Denisof       | Adam Marsters             |                |
| Emily Haine          | Elspeth                   |                |
| Sam Corlett          | Caliban                   |                |
| Skye Marshall        | Mambo                     |                |
| Jonathan Whitesell   | Robin                     |                |

### Magyar változat
- Magyar szöveg: Borsos Dávid
- Hangmérnök: Tóth Imre
- Vágó: Árvay Zoltán
- Gyártásvezető: Vigvári Ágnes
- Szinkronrendező: Kiss Virág

A szinkront a Direct Dub Studios készítette.

## Epizódok
| Évad | Évad | Rész | Epizódok | Epizódok           | Eredeti sugárzás   | Magyar sugárzás    | Adó |
| ---- | ---- | ---- | -------- | ------------------ | ------------------ | ------------------ | --- |
|      | 1    | 1    | 11       | 10                 | 2018. október 26.  | 2020. január 23.   |     |
| 1    | 1    | 1    | 11       | 2018. december 14. |                    | 2020. január 23.   |     |
|      | 1    | 2    | 9        | 9                  | 2019. április 5.   | 2020. január 23.   |     |
|      | 2    | 3    | 8        | 8                  | 2020. január 24.   | 2020. január 24.   |     |
|      | 2    | 4    | 8        | 8                  | 2020. december 31. | 2020. december 31. |     |